# ريحانة (المنيا)
قرية ريحانة  هي إحدي القرى التابعة لمركز أبو قرقاص بمحافظة المنيا في جمهورية مصر العربية. حسب إحصاءات سنة 2006، بلغ إجمالي السكان في ريحانة 4900 نسمة، منهم 2425 رجل و2475 امرأة.